# Dacapo Records
Dacapo Records er et dansk pladeselskab for klassisk musik og ny musik. Det blev grundlagt i 1989 for at fremme dansk klassisk og ny musik i det danske musikliv såvel som i udlandet og modtager statsstøtte fra Statens Kunstråds Musikudvalg efter musikloven. Dacapo udgiver 15-25 album om året, og repertoiret spænder fra de tidligste barokværker af Dietrich Buxtehude til den yngste nyskrevne musik i dag.

## Ejerskab
Dacapo Records er ejet af den selvejende institution Dacapo Edition-S.

## Bestyrelsen
Bestyrelsen for Dacapo består af seks-syv medlemmer, der vælges for fireårige perioder, hvoraf fire medlemmer skal vælges inden for følgende områder: en partiturkomponist; en person fra lydkunst-, installations- og performanceområdet; en person fra medievirksomhedsområdet; en person fra det udøvende område. De øvrige to-tre bestyrelsesmedlemmer vælges, således at bestyrelsens samlede kompetencebehov – herunder indsigt i virksomhedsdrift og musikantologi – tilgodeses bedst muligt. Medlemmer af bestyrelsen modtager ikke vederlag.
Bestyrelsen for 2015-19 består af:
- Per Erik Veng (formand)
- Helene Gjerris, Professor, Det Kongelige Danske Musikkonservatorium
- Maria Frej, Programchef, Klassisk musik, Tivoli
- John Frandsen, Komponist
- Jens Cornelius, Musikjournalist, skribent
- Morten Walderhaug, Kulturhuschef, Bærum Kulturhus

## Kunstnere
Dacapo har bl.a. udgivet indspilninger med følgende kunstnere:
- Aarhus Jazz Orchestra
- Aarhus Symfoniorkester
- Ars Nova Copenhagen
- Athelas Sinfonietta
- BBC Symfoniorkester
- Bine Bryndorf
- Concerto Copenhagen
- Copenhagen Piano Quartet
- Den Danske Klavertrio
- Den Danske Strygekvartet
- Den Jyske Opera
- Det Kongelige Kapel
- Det Kongelige Operakor
- DR KoncertKoret
- DR PigeKoret
- DR SymfoniOrkestret
- DR VokalEnsemblet
- EKKOZONE
- Ensemble MidtVest
- Esbjerg Ensemble
- Helsinki Philharmonic
- Jeppe Just Instituttet
- Kammerkoret CAMERATA
- Katrine Gislinge
- Kronos Kvartetten
- Lars Anders Tomter
- Messer Kvartetten
- Musica Ficta
- New York Filharmonikerne
- Oslo Filharmoniske Orkester
- Oslo Sinfonietta
- Randers Kammerorkester
- SCENATET
- Stenhammar Quartet
- Theatre of Voices
- Trio Ismena
- Wiener Filharmonikerne
- Århus Sinfonietta